# Manoir du Houssé
Le manoir du Houssé est un édifice situé à La Gacilly, en France.

## Localisation
Le château est situé sur le territoire de la commune déléguée de Glénac, au lieu-dit le Houssé, dans le département du Morbihan en région Bretagne.

## Description
Le manoir date du XVIe siècle. Édifice à un étage carré et un étage de comble, construit en moellons sans chaîne en pierre de taille de grès et de schiste. Toiture à longs pans recouverte d'ardoises, pignon couvert.

## Historique
La réformation (recensement de la noblesse) de 1666 mentionne : « La maison du Houssaye ». Il appartient alors à Claude de Trélan, mort en 1671, et marié à Renée Le Roy. Le manoir date du XVIe siècle, remanié.
Il est inscrit à l'inventaire général du patrimoine culturel.